# Йохана Спири
Йохана Спири (на немски: Johanna Spyri, правилното произношение на фамилията е Шпири) е швейцарска писателка, авторка на детски книги, най-известната от които е „Хайди“.

## Биография
Родена е като Йохана Луиз Хойсер (Johanna Louise Heusser) в селския регион край Хирцел, и като дете прекарва няколко лета около град Хуур в кантона Граубюнден, който по-късно ще използва като обстановка на книгите си.
През 1852 г. Йохана Хойсер се жени за адвоката Бернхард Спири, и двамата се установяват в Цюрих. По това време Йохана започва да пише за живота си в провинцията. Първата ѝ книга „A Leaf on Vrony's Grave“ е публикувана през 1871 г., веднага последвана от няколко разказа за деца и възрастни, между които и „Хайди“, която получава моментално признание и се радва на дълготраен успех. Историята за осиротялото момиченце, което живее при своя дядо, отшелник в Алпите, е забележителна не само с живото описание на пейзажите, но и с проникновеното разбиране за чувствата на децата и начина, по който те възприемат света.
През 1884 г. съпругът на Йохана и единственото им дете, също наречено Бернхард, умират. Останала сама в живота, писателката се посвещава на благотворителни дейности и пише още над 50 разказа до смъртта си през 1901 г. Погребана е в семейния парцел в гробището Зилфелд в Цюрих. Ликът ѝ е възприеман като национална икона в Швейцария и се появява на пощенска марка през 1951 г. и на възпоминателна монета от 20 швейцарски франка през 2001 г.